# 共产主义革命党
共产主义革命党（英语：Communist Revolutionary Party）是印度的一个已不存在的共产主义政党。该党过去由K.P.R. Gopalan领导。该党曾参加1970年印度大选，但没有获得任何议会席位。该党是共产主义革命者全印度协调委员会签字团体中第一个尝试采用选举手段实现革命目标的政党。